# Fresca
Fresca (з ісп. «свіжість») — газований безалкогольний напій зі смаком цитруса, вироблений компанією The Coca-Cola Company. Перша партія цього напою була виготовлена в 1996 році в Сполучених Штатах Америки. У деяких країнах напій має назву «Quatro».

## Поширеність
Нижче наданий список країн, в яких раніше продавалась або продається Fresca (за даними на червень 2017 року)
- Алжир

- Аргентина (відомий як «Кватро»)

- Беліз

- Бразилія

- Болгарія

- Канада

- Колумбія (відомий як «Кватро»)

- Коста-Рика

- Сальвадор

- Гондурас

- Ісландія (до 2014 року)

- Індія

- Японія (з 2015 року)

- Мексика

- Нікарагуа

- Панама

- Перу

- Філіппіни

- Південна Африка (до 2004 року)

- США